# Friluftsmuseum

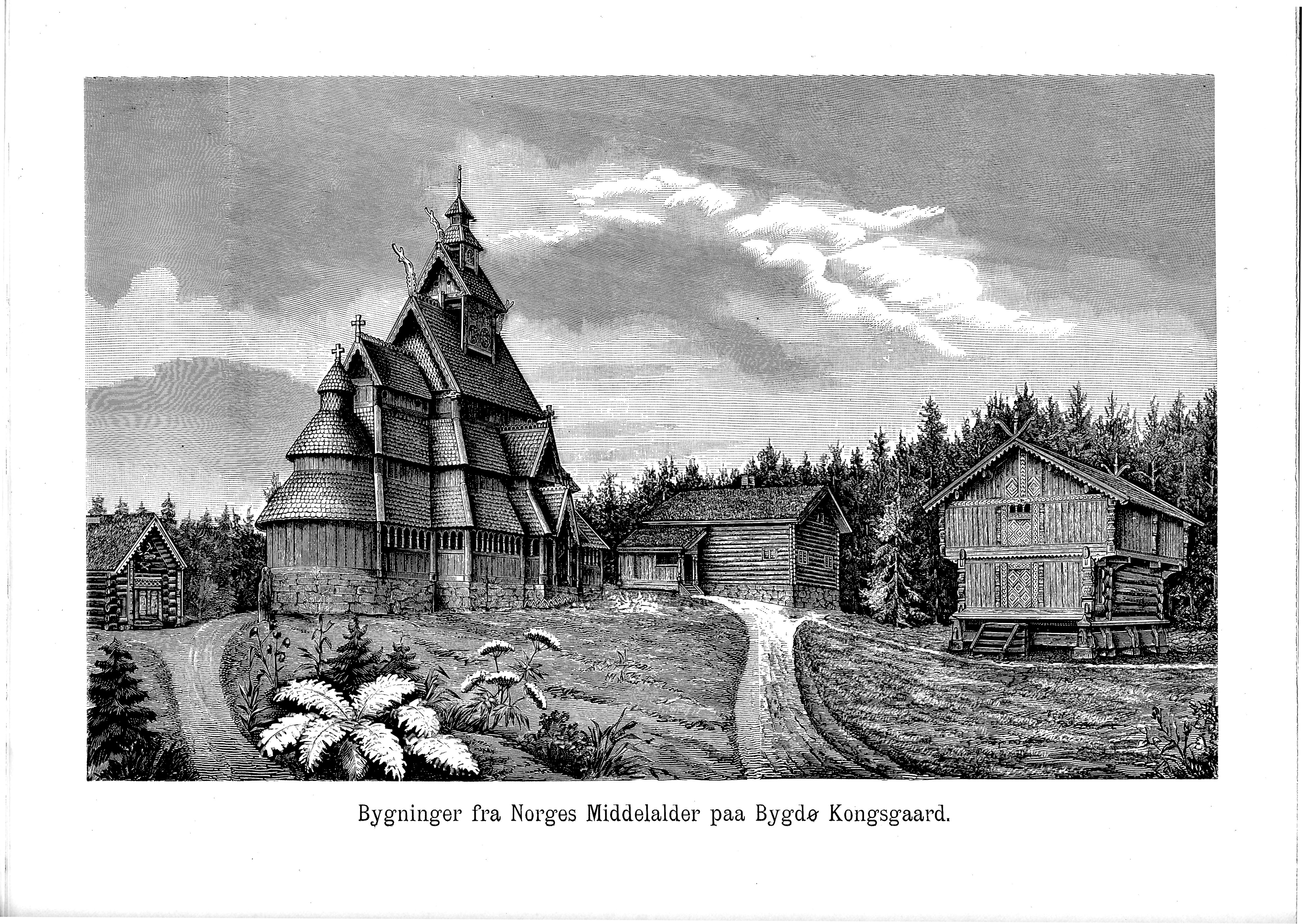
Kung Oscars friluftsmuseum på Bygdøy, xylografi från guide-boken 1888.Nu en del av Norsk Folkemuseum

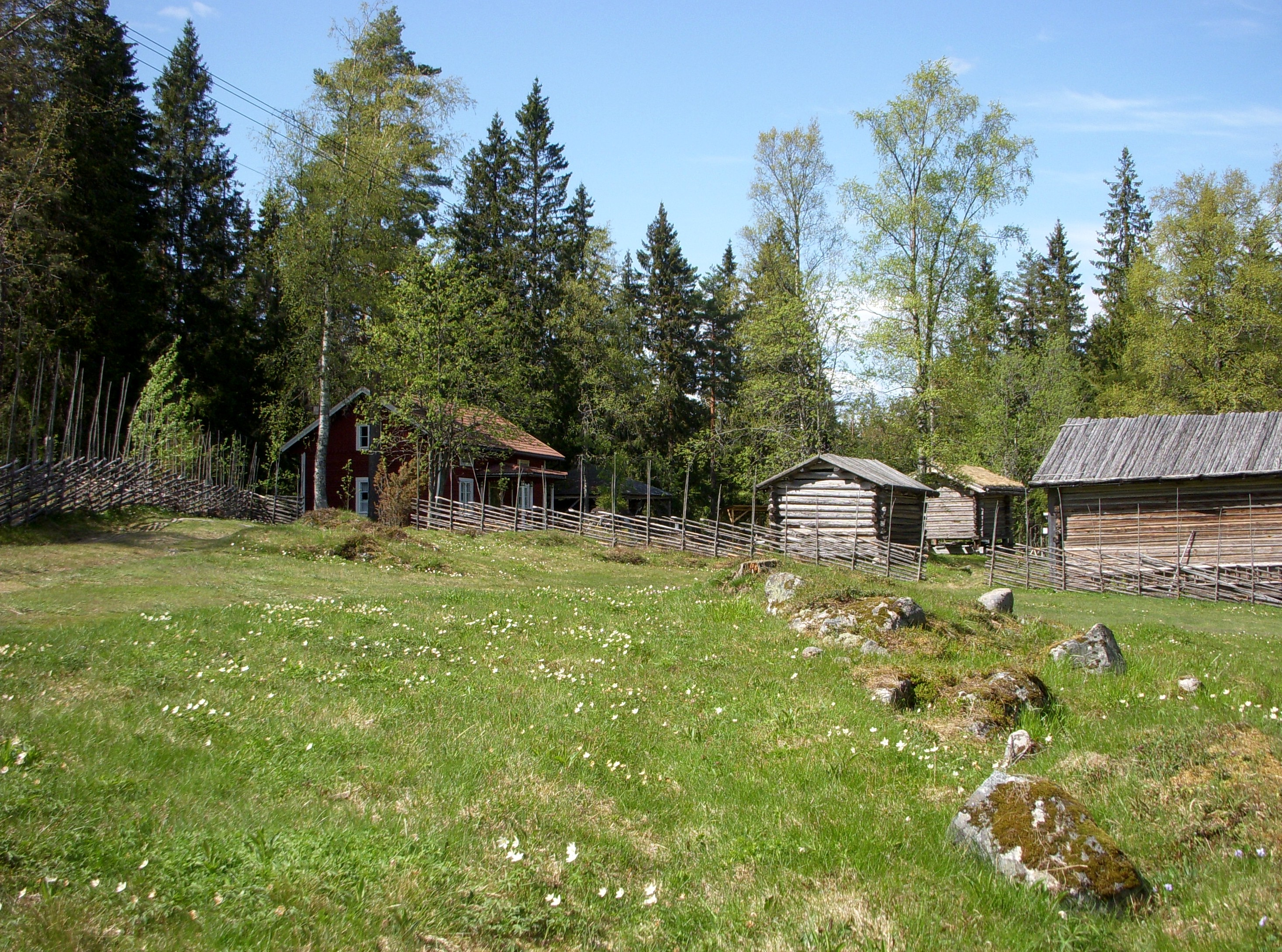
Finngammelgården i Dalarna.

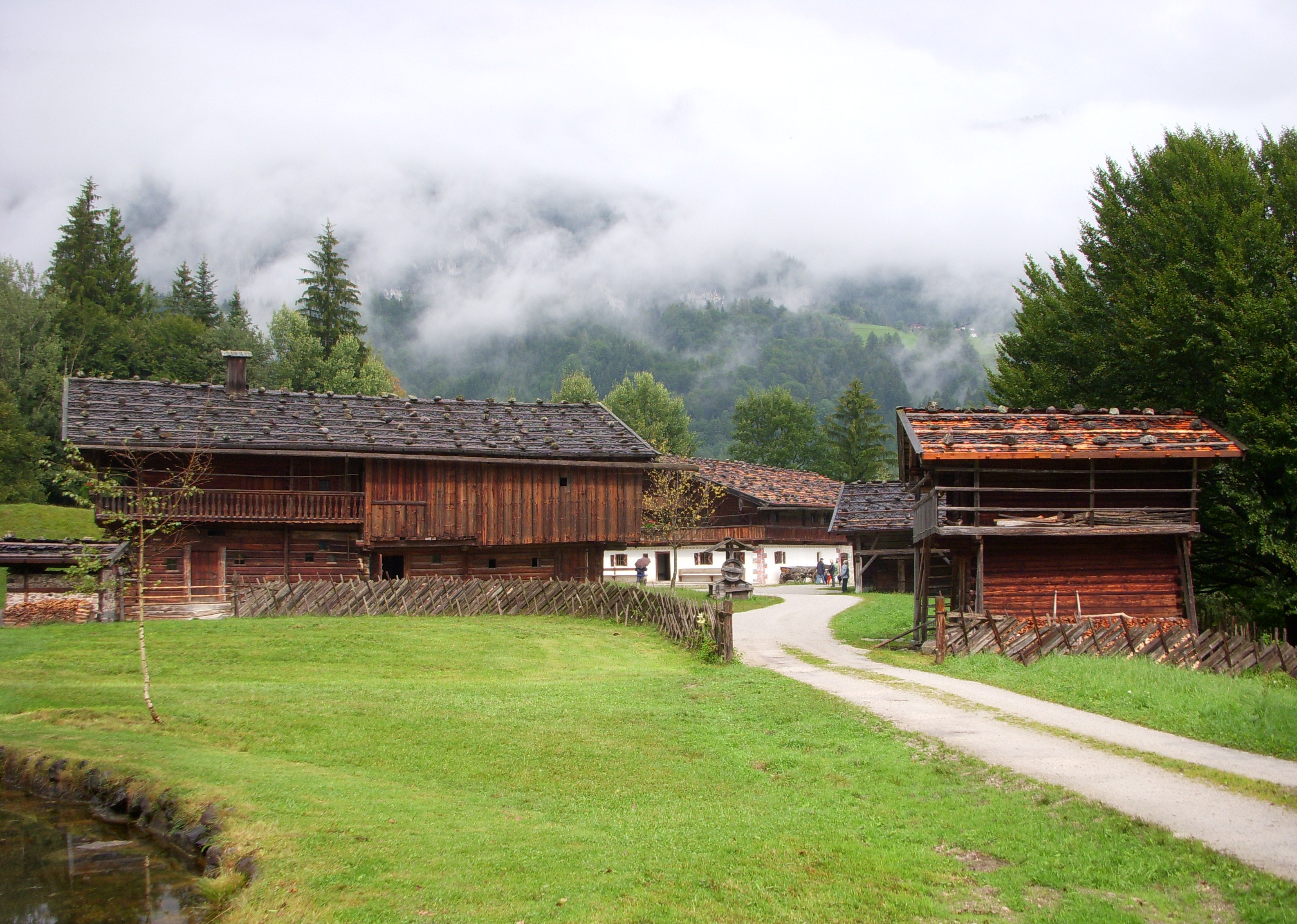
Museum Tiroler Bauernhöfe i Österrike.

Friluftsmuseum är en typ av museum som visar väsentliga delar av sina samlingar utomhus. Grundstommen i samlingarna utgörs oftast av historiska byggnader.
Den första större anläggningen i Skandinavien, på Bygdøy Kongsgård vid Oslo i Norge, öppnade 1881. Redan 1876 hade riksdagsmannen Alfred Bexell i Halland av kulturhistoriska bevarandeskäl inköpt ett 1785 byggt så kallat ”sydgötiskt högloftshus”, en halländsk ryggåsstuga, Bålastugan från Särdals Kulsegård i Harplinge. Stugan öppnades som museum redan 1879. Vid köpet var fäst villkoret att den tidigare ägaren endast fick behålla de gångkläder han hade på sig – allt annat (möbler, husgeråd och kläder) skulle lämnas kvar. I utbyte byggde Bexell en modern villa åt ägaren. I och med detta förvärv – nio år före Artur Hazelius – var Bexell den förste som i Sverige köpte och bevarade ett svenskt bondehem för museala ändamål. Stugan blev grunden till Varbergs museum.
År 1882 öppnade Sveriges största provinsmuseum, i Kulturhistoriska museet Kulturen i Lund. Artur Hazelius inspirerades efter ett besök i Bexells stuga och på det norska friluftmuseet att 1891 grunda Skansen i Stockholm, vilket kom att stå modell för senare friluftsmuseer i norra och östra Europa och så småningom i andra delar av världen. I Centraleuropa har ordet skansen kommit att användas i betydelsen ’friluftsmuseum’, till exempel i  polska språket. På tjeckiska, slovakiska och ungerska heter det skanzen.
I Sverige finns flest friluftsmuseer i världen i förhållande till folkmängd. Det finns idag 27 större friluftsmuseer samt uppskattningsvis 1 400 hembygdsgårdar som bedriver någon form av museal verksamhet.
Ett friluftsmuseum kan vara ett självständigt, eller del av ett större, museum. Friluftsmuseer  drivs i form av stiftelser, kommun- eller landstingsförvaltningar, föreningar eller aktiebolag. Det mest välbesökta friluftsmuseet är Skansen i Stockholm, med omkring 1,4 miljoner besök per år. Fredriksdal i Helsingborg har drygt 200 000 besök per år, och Jamtli i Östersund cirka 180 000.[när?]